# Peristylus hatusimanus
Peristylus hatusimanus är en orkidéart som beskrevs av Tamotsu Hashimoto. Peristylus hatusimanus ingår i släktet Peristylus och familjen orkidéer. Inga underarter finns listade i Catalogue of Life.